# Liste der Bodendenkmäler in Missen-Wilhams
Auf dieser Seite sind die Bodendenkmäler in der schwäbischen Gemeinde Missen-Wilhams zusammengestellt. Diese Tabelle ist eine Teilliste der Liste der Bodendenkmäler in Bayern. Grundlage ist die Bayerische Denkmalliste, die auf Basis des Bayerischen Denkmalschutzgesetzes vom 1. Oktober 1973 erstmals erstellt wurde und seither durch das Bayerische Landesamt für Denkmalpflege geführt wird. Die folgenden Angaben ersetzen nicht die rechtsverbindliche Auskunft der Denkmalschutzbehörde.

## Bodendenkmäler der Gemeinde Missen-Wilhams

### Bodendenkmäler in der Gemarkung Missen
| Lage                             | Objekt | Akten-Nr.     | Bild |
| -------------------------------- | --- | ------------- | ---- |
| Missen (Standort)                | Schanze des späten Mittelalters (Unterer Riegel).                                                           | D-7-8326-0009 |      |
| Missen (Standort)                | Abgegangene Mühle mittelalterlicher und frühneuzeitlicher Zeitstellung bei Börlas.                          | D-7-8326-0037 |      |
| Missen (Standort)                | Schanze des späten Mittelalters (Oberer Riegel).                                                            | D-7-8426-0007 |      |
| Missen (Standort)                | Mittelalterliche und frühneuzeitliche Befunde im Bereich der Katholischen Pfarrkirche St. Martin in Missen. | D-7-8426-0015 |      |
| Missen (Standort)                | Mittelalterliche und frühneuzeitliche Befunde im Bereich der abgebrochenen Kapelle St. Wolfgang in Missen.  | D-7-8426-0016 |      |
| Missen Missen-Wilhams (Standort) | Aufgelassener Friedhof der frühen Neuzeit (Pestfriedhof).                                                   | D-7-8426-0047 |      |

### Bodendenkmäler in der Gemarkung Wilhams
| Lage               | Objekt                                                                                            | Akten-Nr.     | Bild |
| ------------------ | ------------------------------------------------------------------------------------------------- | ------------- | ---- |
| Wilhams (Standort) | Frühneuzeitliche Befunde im Bereich der Kapelle St. Joseph in Wilhams.                            | D-7-8326-0040 |      |
| Wilhams (Standort) | Frühneuzeitliche Befunde im Bereich der Kapelle St. Sebastain in Aigis und ihrer Vorgängerbauten. | D-7-8326-0042 |      |